# Короворучейське сільське поселення
Короворуче́йське сільське поселення (рос. Короворучейское сельское поселение) — муніципальне утворення у складі Усть-Цилемського району Республіки Комі, Росія. Адміністративний центр — село Коровий Ручей.

## Населення
Населення — 1418 осіб (2017, 1430 у 2010, 1641 у 2002, 1512 у 1989).

## Склад
До складу поселення входять такі населені пункти:
| Населений пункт      | Населення, осіб (1989) | Населення, осіб (2002) | Населення, осіб (2010) |
| -------------------- | ---------------------- | ---------------------- | ---------------------- |
| Гарево, присілок     | 164                    | 118                    | 64                     |
| Журавський, селище   | 36                     | 102                    | 60                     |
| Карпушевка, присілок | 471                    | 448                    | 368                    |
| Коровий Ручей, село  | 237                    | 240                    | 287                    |
| Чукчино, присілок    | 604                    | 733                    | 651                    |